# Glacier Hubbard (Groenland)
Pour les articles homonymes, voir Glacier Hubbard.
Le glacier Hubbard, en danois Hubbard Gletscher ou Hubbard Bræ, est un glacier du Groenland situé dans le nord-ouest de l'île. Il constitue l'un des nombreux courants glaciaires de l'inlandsis du Groenland.

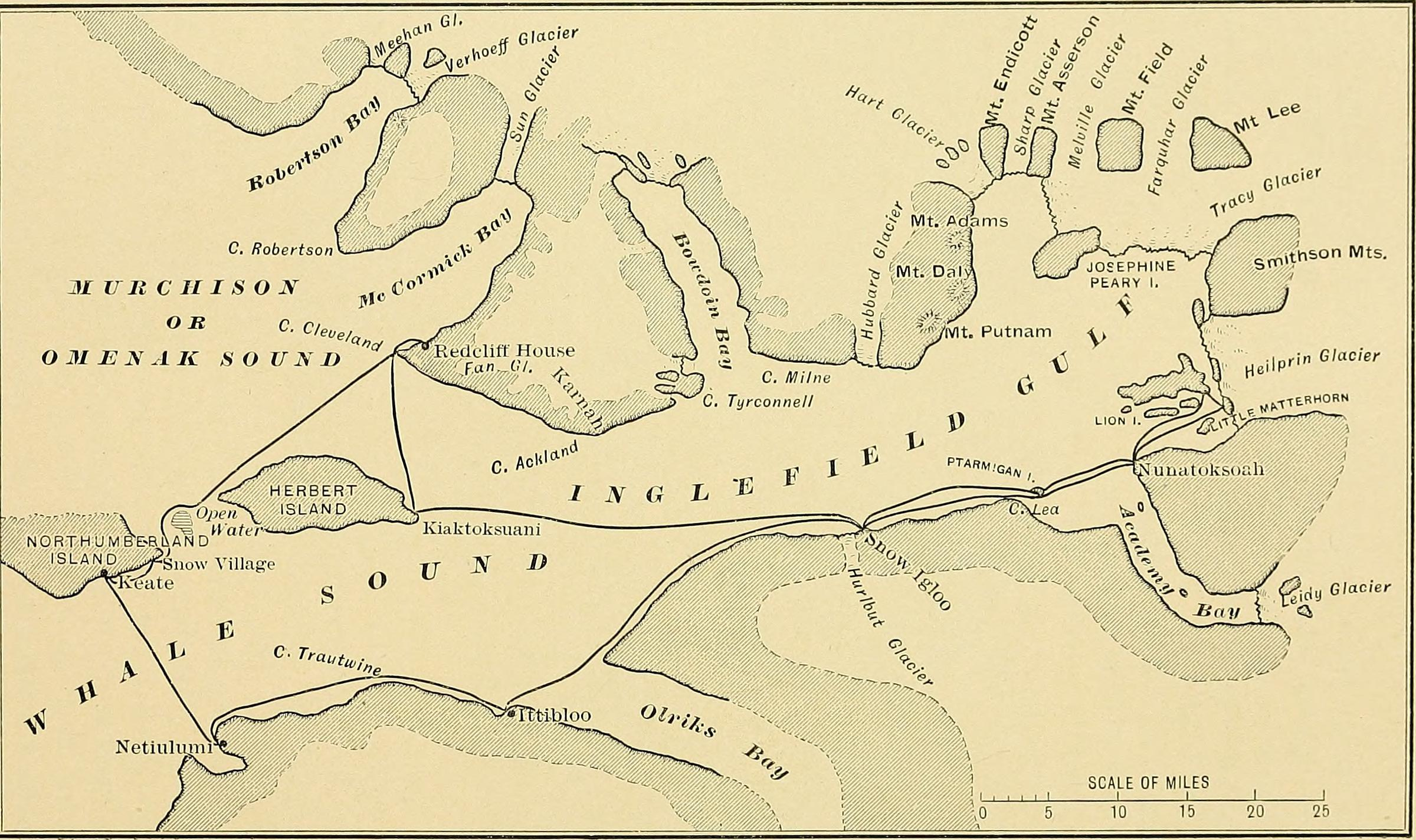
Carte du XIXe siècle du golfe Inglefield avec le glacier Hubbard sur la côte nord.